# Biografielijst Nj

## Nje
- Maximilian Njegovan (1858-1930), Oostenrijks-Hongaars marine-officier
- Chirine Njeim (1984), Libanees alpineskiester en atlete
- Daniel Njenga (1976), Keniaans atleet

## Nji
- Geremi Njitap (1978), Kameroens voetballer

## Nju
- John Njue (1946), Keniaans geestelijke en katholiek kardinaal